# チョコレートぶるーす
『チョコレートぶるーす』（CHOCOLATE BLUES）は、米原秀幸による日本の少年漫画作品。『月刊少年チャンピオン』（秋田書店）に読み切り掲載された。『月刊少年チャンピオン』にて1994年から2000年の間に計4作の読み切りで掲載された作品で、作者によると「シリーズ連載の企画もあったが物理的な理由により継続を断念した」作品である。コミックスは全1巻で、コミックス化の際に描き下ろされたエピローグが収録されている。
「女子高生組長とボディガード」をハードボイルドタッチで描いた作品である。

## 詳細
- 第1話「岩間椿」 1994年・『月刊少年チャンピオン』12月号
- 第2話「罠」 1999年・『月刊少年チャンピオン』2月号
- 第3話「小さなボディガード」 1999年・『月刊少年チャンピオン』8月号
- 第4話「スナイパー」 2000年・『月刊少年チャンピオン』10月号
- 「エピローグ」コミックス収録のため描き下ろし

## ストーリー
ストーリー構成は全話に共通して、「狙われる組長」（さくら）「敵対する組織の刺客」（敵）「組長を守るボディガード」（岩間）となっている。
最大の伏線はエピローグによって明かされ、コミックスにて完結する。

### 日間割組
江戸より続く関東・日間割組は、規模こそ小さいものの関東ではどこの組織よりもカオがきくヤクザである。「血縁関係が途切れた時を組織の解散とする」というシキタリがあり、25代目亡き今、血縁関係は途切れていないものの、女子高生を新組長として迎えることとなる。そんな日間割組をケムたがる連中の中には、そのシキタリを知るものもいて、残された組員は女子高生組長のためにボディガードを雇うことにする。

## 主な登場人物
日間割 さくら（ひまわり さくら）
現役女子高生で26代目・日間割組々長。ヤクザを毛嫌いしていて、当初、岩間にも好感を持っていなかったが、物語が進むにつれ良き兄妹のような関係へ。岩間とは対照的でよくしゃべる活発で元気の良い女の子。
組のシキタリで組長になってしまったが、普通の人として過ごしたいという純粋な気持ちがあり、高校生活を楽しんでいる。
岩間 椿（いわま つばき）
さくらのために雇われたボディガード。冷静沈着で口数の少ない寡黙な男。
戦闘や危険時における判断や行動は一流で、その他のことにおいてもさくらを完璧に護衛する。作中でも詳細な経歴は明かされておらず、非常に謎めいた男だが、人間的な優しい一面も持っている。チョコレートを食べているシーンが度々あるものの、好物かどうかは語られていないが、エピローグによって明らかになる。
彼にとってのさくらの存在は、恋愛的な感情は無いものの、なによりも大切な守るべき存在である。
真田 松司（さなだ しょうじ）
名前は「しょうじ」だが、さくらには「まつじ」と呼ばれるヘタレで、第3話より登場する。
先代・組長に可愛がってもらった過去があり、本人はその恩返しとしてお嬢・さくらを護ろうとしているが、岩間の足を引っ張るような存在。さくらにはほんのりとした恋心もある。

## 単行本
- 少年チャンピオン・コミックス

2001年発売 ISBN 4-253-20025-7（絶版）

## その他
- 第1話と第2話以降では画が変わっていて（格段に良くなっていて）、これは掲載期間が約5年空いてしまったことによるもので、作者およびアシスタントの技術の向上がうかがえる作品となっている。